# مهدی‌آباد (شازند)
مهدی‌آباد، روستایی در دهستان خسبیجان بخش مهاجران شهرستان شازند در استان مرکزی ایران است.

## جمعیت
بر پایه سرشماری عمومی نفوس و مسکن در سال ۱۳۹۵، جمعیت این روستا برابر با ۲۱۶ نفر (۶۵ خانوار) بوده است.